# 대한민국 제21대 국회의원 선거 기록
2020년 4월 15일에 실시된 대한민국 제21대 국회의원 선거에서 나온 갖가지 기록들을 정리한 문서이다.

## 지역구 당선자 최고 득표율 순
| 순위 | 후보         | 후보   | 지역구                                  | 득표율 |
| ---- | ------------ | ------ | --------------------------------------- | ------ |
| 1위  | 더불어민주당 | 민형배 | 광주광역시 광산구 을                    | 84.05% |
| 2위  | 더불어민주당 | 송갑석 | 광주광역시 서구 갑                      | 82.18% |
| 3위  | 더불어민주당 | 이개호 | 전라남도 담양군·함평군·영광군·장성군    | 81.95% |
| 4위  | 더불어민주당 | 김수흥 | 전라북도 익산시 갑                      | 79.63% |
| 5위  | 미래통합당   | 김희국 | 경상북도 군위군·의성군·청송군·영덕군    | 79.30% |
| 6위  | 더불어민주당 | 이형석 | 광주광역시 북구 을                      | 78.82% |
| 7위  | 더불어민주당 | 신정훈 | 전라남도 나주시·화순군                  | 78.80% |
| 8위  | 더불어민주당 | 이용빈 | 광주광역시 광산구 갑                    | 77.77% |
| 9위  | 더불어민주당 | 윤영덕 | 광주광역시 동구·남구 갑                 | 77.23% |
| 10위 | 더불어민주당 | 서삼석 | 전라남도 영암군·무안군·신안군           | 76.96% |
| 11위 | 더불어민주당 | 양향자 | 광주광역시 서구 을                      | 75.83% |
| 12위 | 미래통합당   | 송언석 | 경상북도 김천시                         | 74.52% |
| 13위 | 더불어민주당 | 김윤덕 | 전라북도 전주시 갑                      | 73.57% |
| 14위 | 더불어민주당 | 한병도 | 전라북도 익산시 을                      | 72.59% |
| 15위 | 더불어민주당 | 이병훈 | 광주광역시 동구·남구 을                 | 72.27% |
| 16위 | 더불어민주당 | 김회재 | 전라남도 여수시 을                      | 71.58% |
| 17위 | 더불어민주당 | 윤준병 | 전라북도 정읍시·고창군                  | 69.77% |
| 18위 | 미래통합당   | 류성걸 | 대구광역시 동구 갑                      | 69.59% |
| 19위 | 미래통합당   | 조해진 | 경상남도 밀양시·의령군·함안군·창녕군    | 68.00% |
| 20위 | 더불어민주당 | 윤재갑 | 전라남도 해남군·완도군·진도군           | 67.50% |
| 21위 | 미래통합당   | 곽상도 | 대구광역시 중구·남구                    | 67.49% |
| 22위 | 미래통합당   | 김상훈 | 대구광역시 서구                         | 67.43% |
| 23위 | 미래통합당   | 추경호 | 대구광역시 달성군                       | 67.33% |
| 24위 | 더불어민주당 | 조정식 | 경기도 시흥시 을                        | 67.02% |
| 25위 | 더불어민주당 | 이원택 | 전라북도 김제시·부안군                  | 66.68% |
| 26위 | 더불어민주당 | 김성주 | 전라북도 전주시 병                      | 66.65% |
| 27위 | 미래통합당   | 구자근 | 경상북도 구미시 갑                      | 65.58% |
| 28위 | 미래통합당   | 유경준 | 서울특별시 강남구 병                    | 65.38% |
| 29위 | 미래통합당   | 윤재옥 | 대구광역시 달서구 을                    | 65.36% |
| 30위 | 미래통합당   | 임이자 | 경상북도 상주시·문경시                  | 64.80% |
| 31위 | 미래통합당   | 김정재 | 경상북도 포항시 북구                    | 64.78% |
| 32위 | 더불어민주당 | 서동용 | 전라남도 순천시·광양시·곡성군·구례군 을 | 64.75% |
| 33위 | 미래통합당   | 이만희 | 경상북도 영천시·청도군                  | 64.63% |
| 34위 | 더불어민주당 | 이원욱 | 경기도 화성시 을                        | 64.53% |
| 35위 | 더불어민주당 | 권칠승 | 경기도 화성시 병                        | 64.45% |
| 35위 | 더불어민주당 | 박용진 | 서울특별시 강북구 을                    | 64.45% |
| 37위 | 더불어민주당 | 주철현 | 전라남도 여수시 갑                      | 64.44% |
| 38위 | 더불어민주당 | 박주민 | 서울특별시 은평구 갑                    | 64.29% |
| 39위 | 더불어민주당 | 양기대 | 경기도 광명시 을                        | 64.09% |
| 40위 | 미래통합당   | 윤두헌 | 경상북도 경산시                         | 63.70% |
| 41위 | 더불어민주당 | 김승남 | 전라남도 고흥군·보성군·장흥군·강진군    | 62.81% |
| 42위 | 미래통합당   | 정희용 | 경상북도 고령군·성주군·칠곡군           | 62.70% |
| 43위 | 더불어민주당 | 우원식 | 서울특별시 노원구 을                    | 62.67% |
| 44위 | 더불어민주당 | 정성호 | 경기도 양주시                           | 62.64% |
| 45위 | 미래통합당   | 윤희숙 | 서울특별시 서초구 갑                    | 62.60% |
| 46위 | 미래통합당   | 김승수 | 대구광역시 북구 을                      | 61.68% |
| 47위 | 더불어민주당 | 신동근 | 인천광역시 서구 을                      | 61.64% |
| 48위 | 더불어민주당 | 김영호 | 서울특별시 서대문구 을                  | 61.33% |
| 49위 | 더불어민주당 | 윤후덕 | 경기도 파주시 갑                        | 60.93% |
| 50위 | 더불어민주당 | 김영배 | 서울특별시 성북구 갑                    | 60.90% |
| 51위 | 더불어민주당 | 백혜련 | 경기도 수원시 을                        | 60.68% |
| 52위 | 더불어민주당 | 김상희 | 경기도 부천시 병                        | 60.55% |
| 53위 | 더불어민주당 | 유동수 | 인천광역시 계양구 갑                    | 60.48% |
| 54위 | 미래통합당   | 강대식 | 대구광역시 동구 을                      | 60.33% |
| 55위 | 더불어민주당 | 김태년 | 경기도 성남시 수정구                    | 60.31% |
| 56위 | 더불어민주당 | 김민기 | 경기도 용인시 을                        | 60.08% |

## 지역구 당선자 최저 득표율 순
| 순위 | 후보         | 후보   | 지역구                               | 득표율 |
| ---- | ------------ | ------ | ------------------------------------ | ------ |
| 1위  | 미래통합당   | 권명호 | 울산광역시 동구                      | 38.36% |
| 2위  | 무소속       | 홍준표 | 대구광역시 수성구 을                 | 38.51% |
| 3위  | 정의당       | 심상정 | 경기도 고양시 갑                     | 39.38% |
| 4위  | 무소속       | 윤상현 | 인천광역시 동구·미추홀구 을          | 40.59% |
| 5위  | 무소속       | 권성동 | 강원도 강릉시                        | 40.84% |
| 6위  | 더불어민주당 | 정일영 | 인천광역시 연수구 을                 | 41.78% |
| 7위  | 무소속       | 김태호 | 경상남도 산청군·함양군·거창군·합천군 | 42.59% |
| 8위  | 더불어민주당 | 이소영 | 경기도 의왕시·과천시                 | 43.38% |
| 9위  | 더불어민주당 | 이상헌 | 울산광역시 북구                      | 46.34% |
| 10위 | 더불어민주당 | 정정순 | 충청북도 청주시 상당구               | 47.09% |
| 11위 | 미래통합당   | 김형동 | 경상북도 안동시·예천군               | 47.10% |
| 12위 | 미래통합당   | 강기윤 | 경상남도 창원시 성산구               | 47.30% |
| 13위 | 더불어민주당 | 임오경 | 경기도 광명시 갑                     | 47.66% |
| 13위 | 더불어민주당 | 어기구 | 충청남도 당진시                      | 47.66% |
| 15위 | 미래통합당   | 유의동 | 경기도 평택시 을                     | 47.67% |
| 16위 | 미래통합당   | 권영세 | 서울특별시 용산구                    | 47.80% |
| 17위 | 더불어민주당 | 김병욱 | 경기도 성남시 분당구 을              | 47.94% |
| 18위 | 더불어민주당 | 이정문 | 충청남도 천안시 병                   | 48.01% |
| 19위 | 미래통합당   | 서병수 | 부산광역시 부산진구 갑               | 48.51% |
| 20위 | 더불어민주당 | 이광재 | 강원도 원주시 갑                     | 48.56% |
| 21위 | 미래통합당   | 유상범 | 강원도 홍천군·횡성군·영월군·평창군   | 48.59% |
| 22위 | 더불어민주당 | 김원이 | 전라남도 목포시                      | 48.76% |
| 23위 | 더불어민주당 | 허종식 | 인천광역시 동구·미추홀구 갑          | 48.77% |
| 24위 | 더불어민주당 | 김두관 | 경상남도 양산시 을                   | 48.94% |
| 25위 | 더불어민주당 | 문진석 | 충청남도 천안시 갑                   | 49.34% |
| 26위 | 더불어민주당 | 박영순 | 대전광역시 대덕구                    | 49.39% |
| 27위 | 무소속 \|    | 이용호 | 전라북도 남원시·임실군·순창군        | 49.49% |
| 28위 | 더불어민주당 | 송옥주 | 경기도 화성시 갑                     | 49.65% |
| 29위 | 더불어민주당 | 김정호 | 경상남도 김해시 을                   | 49.67% |

## 지역구 당선자 최다 득표수 순
| 순위 | 후보         | 후보   | 지역구                                  | 득표수    |
| ---- | ------------ | ------ | --------------------------------------- | --------- |
| 1위  | 더불어민주당 | 이형석 | 광주광역시 북구 을                      | 108,229표 |
| 2위  | 더불어민주당 | 김성주 | 전라북도 전주시 병                      | 104,039표 |
| 3위  | 미래통합당   | 조해진 | 경상남도 밀양시·의령군·함안군·창녕군    | 102,210표 |
| 4위  | 미래통합당   | 김정재 | 경상북도 포항시 북구                    | 98,905표  |
| 5위  | 더불어민주당 | 이원욱 | 경기도 화성시 을                        | 98,612표  |
| 6위  | 더불어민주당 | 민형배 | 광주광역시 광산구 을                    | 96,808표  |
| 7위  | 더불어민주당 | 서동용 | 전라남도 순천시·광양시·곡성군·구례군 을 | 92,442표  |
| 8위  | 미래통합당   | 주호영 | 대구광역시 수성구 갑                    | 92,018표  |
| 9위  | 더불어민주당 | 이학영 | 경기도 군포시                           | 91,256표  |
| 10위 | 미래통합당   | 윤재옥 | 대구광역시 달서구 을                    | 90,762표  |
| 11위 | 더불어민주당 | 김민기 | 경기도 용인시 을                        | 89,697표  |
| 12위 | 더불어민주당 | 신영대 | 전라북도 군산시                         | 88,857표  |
| 13위 | 미래통합당   | 추경호 | 대구광역시 달성군                       | 88,846표  |
| 14위 | 더불어민주당 | 권칠승 | 경기도 화성시 병                        | 88,793표  |
| 15위 | 미래통합당   | 박완수 | 경상남도 창원시 의창구                  | 88,718표  |
| 16위 | 미래통합당   | 윤두현 | 경상북도 경산시                         | 88,684표  |
| 17위 | 미래통합당   | 곽상도 | 대구광역시 중구·남구                    | 86,470표  |
| 18위 | 더불어민주당 | 박주민 | 서울특별시 은평구 갑                    | 86,351표  |
| 19위 | 더불어민주당 | 이개호 | 전라남도 담양군·함평군·영광군·장성군    | 86,315표  |
| 20위 | 더불어민주당 | 이용우 | 경기도 고양시 정                        | 85,943표  |

## 지역구 당선자 최소 득표수 순
| 순위 | 후보         | 후보   | 지역구                                | 득표수   |
| ---- | ------------ | ------ | ------------------------------------- | -------- |
| 1위  | 미래통합당   | 권명호 | 울산광역시 동구                       | 33,845표 |
| 2위  | 미래통합당   | 이명수 | 충청남도 아산시 갑                    | 38,167표 |
| 3위  | 더불어민주당 | 어기구 | 충청남도 당진시                       | 38,535표 |
| 4위  | 미래통합당   | 김성원 | 경기도 동두천시·연천군                | 38,777표 |
| 5위  | 더불어민주당 | 최인호 | 부산광역시 사하구 갑                  | 39,875표 |
| 6위  | 무소속       | 홍준표 | 대구광역시 수성구 을                  | 40,015표 |
| 7위  | 더불어민주당 | 박재호 | 부산광역시 남구 을                    | 41,005표 |
| 8위  | 더불어민주당 | 고영인 | 경기도 안산시 단원구 갑               | 42,009표 |
| 9위  | 더불어민주당 | 김남국 | 경기도 안산시 단원구 을               | 42,150표 |
| 10위 | 미래통합당   | 정동만 | 부산광역시 기장군                     | 42,634표 |
| 11위 | 더불어민주당 | 임오경 | 경기도 광명시 갑                      | 43,019표 |
| 12위 | 미래통합당   | 한기호 | 강원도 춘천시·철원군·화천군·양구군 을 | 43,083표 |
| 13위 | 무소속       | 이용호 | 전라북도 남원시·임실군·순창군         | 43,118표 |
| 13위 | 더불어민주당 | 이정문 | 충청남도 천안시 병                    | 43,118표 |
| 15위 | 더불어민주당 | 김철민 | 경기도 안산시 상록구 을               | 43,599표 |
| 16위 | 미래통합당   | 박수영 | 부산광역시 남구 갑                    | 43,805표 |
| 17위 | 더불어민주당 | 김두관 | 경상남도 양산시 을                    | 44,218표 |
| 18위 | 더불어민주당 | 유동수 | 인천광역시 계양구 갑                  | 44,469표 |
| 19위 | 더불어민주당 | 이광재 | 강원도 원주시 갑                      | 45,224표 |
| 20위 | 더불어민주당 | 강훈식 | 충청남도 아산시 을                    | 45,338표 |

## 격전지
| 순위 | 지역구                      | 1위 후보     | 1위 후보        | 2위 후보     | 2위 후보        | 득표수 차 | 득표율 차 |
| ---- | --------------------------- | ------------ | --------------- | ------------ | --------------- | --------- | --------- |
| 1위  | 인천광역시 동구·미추홀구 을 | 무소속       | 윤상현 (40.59%) | 더불어민주당 | 남영희 (40.44%) | 171표     | 0.15%p    |
| 2위  | 충청남도 아산시 갑          | 미래통합당   | 이명수 (49.82%) | 더불어민주당 | 복기왕 (49.09%) | 564표     | 0.73%p    |
| 3위  | 부산광역시 사하구 갑        | 더불어민주당 | 최인호 (50.00%) | 미래통합당   | 김척수 (49.13%) | 697표     | 0.87%p    |
| 4위  | 서울특별시 용산구           | 미래통합당   | 권영세 (47.80%) | 더불어민주당 | 강태웅 (47.14%) | 890표     | 0.66%p    |

## 최고령 당선자
| 순위 | 후보         | 후보   | 지역구                                | 생년월일         | 연령                |
| ---- | ------------ | ------ | ------------------------------------- | ---------------- | ------------------- |
| 1위  | 더불어민주당 | 김진표 | 경기도 수원시 무                      | 1947년 5월 4일   | 만 72세 11개월 11일 |
| 2위  | 미래통합당   | 홍문표 | 충청남도 홍성군·예산군                | 1947년 10월 5일  | 만 72세 6개월 10일  |
| 3위  | 더불어민주당 | 변재일 | 충청북도 청주시 청원구                | 1948년 9월 2일   | 만 71세 7개월 13일  |
| 4위  | 미래통합당   | 서병수 | 부산광역시 부산진구 갑                | 1952년 1월 9일   | 만 68세 3개월 6일   |
| 5위  | 더불어민주당 | 박병석 | 대전광역시 서구 갑                    | 1952년 1월 25일  | 만 68세 2개월 21일  |
| 6위  | 더불어민주당 | 이학영 | 경기도 군포시                         | 1952년 4월 16일  | 만 68세             |
| 7위  | 미래통합당   | 한기호 | 강원도 춘천시·철원군·화천군·양구군 을 | 1952년 8월 13일  | 만 67세 8개월 2일   |
| 8위  | 더불어민주당 | 이낙연 | 서울특별시 종로구                     | 1952년 12월 20일 | 만 67세 3개월 26일  |
| 9위  | 열린민주당   | 김진애 | 비례대표                              | 1953년 2월 16일  | 만 67세 2개월       |
| 10위 | 미래통합당   | 서정숙 | 비례대표                              | 1953년 2월 18일  | 만 67세 1개월 29일  |

## 최연소 당선자
| 순위 | 후보         | 후보   | 지역구                  | 생년월일         | 연령               |
| ---- | ------------ | ------ | ----------------------- | ---------------- | ------------------ |
| 1위  | 정의당       | 류호정 | 비례대표                | 1992년 8월 9일   | 만 27세 8개월 6일  |
| 2위  | 더불어시민당 | 전용기 | 비례대표                | 1991년 10월 26일 | 만 28세 5개월 20일 |
| 3위  | 더불어시민당 | 용혜인 | 비례대표                | 1990년 4월 12일  | 만 30세 3일        |
| 4위  | 더불어민주당 | 오영환 | 경기도 의정부시 갑      | 1988년 2월 10일  | 만 32세 2개월 5일  |
| 5위  | 정의당       | 장혜영 | 비례대표                | 1987년 4월 8일   | 만 33세 7일        |
| 6위  | 더불어민주당 | 이소영 | 경기도 의왕시·과천시    | 1985년 2월 10일  | 만 35세 2개월 5일  |
| 7위  | 미래통합당   | 배현진 | 서울특별시 송파구 을    | 1983년 11월 6일  | 만 36세 5개월 9일  |
| 8위  | 더불어민주당 | 장경태 | 서울특별시 동대문구 을  | 1983년 10월 12일 | 만 36세 6개월 3일  |
| 9위  | 더불어민주당 | 장철민 | 대전광역시 동구         | 1983년 5월 16일  | 만 36세 11개월     |
| 10위 | 더불어민주당 | 김남국 | 경기도 안산시 단원구 을 | 1982년 10월 22일 | 만 37세 3개월 24일 |